# Сухотино (муниципальное образование город Алексин)
Сухотино — деревня в Тульской области России. С точки зрения административно-территориального устройства входит в Ботнинский сельский округ, Алексинский район. В плане местного самоуправления входит в состав муниципального образования город Алексин.

## География
Сухотино находится в северо-западной части региона, в пределах северо-восточного склона Среднерусской возвышенности, в подзоне широколиственных лесов,  при региональной автодороге 70К-021, восточнее посёлка Новая Жизнь, юго-восточнее дер. Соломасово и южнее дер. Хатманово.
Абсолютная высота — 206  метров над уровнем моря.

### Климат
Климат на территории Сухотино, как и во всём районе, характеризуется как умеренно континентальный, с ярко выраженными сезонами года. Средняя температура воздуха летнего периода — 16 — 20 °C (абсолютный максимум — 38 °С); зимнего периода — −5 — −12 °C (абсолютный минимум — −46 °С).
Снежный покров держится в среднем 130—145 дней в году.
Среднегодовое количество осадков — 650—730 мм.

## История
Необходимо отличать данное Сухотино от расположенного чуть севернее одноименного селения (ныне в составе Заокского района Тульской области).

### Административная принадлежность
До середины 18 века Сухотино относилось к Вепрейскому стану Алексинского уезда.
После административной реформы — к Сотинской волости Алексинского уезда Тульской губернии.

### Церковный приход
Как минимум с 18 века Сухотино относилось к приходу с. Сотино.

## Население
| 2010 |
| ---- |
| 9    |

Согласно результатам переписи 2002 года, в национальной структуре населения русские составляли 100 % из 19 чел..  

## Инфраструктура
Обслуживается отделением почтовой связи 301347.
Личное подсобное хозяйство (на апрель 2023 года 9 домов).

## Транспорт
Просёлочная  дорога.